# Eta Boeriu
Eta Boeriu (n. Margarita Caranica, n. 23 februarie 1923, Turda, Cluj, România – d. 13 noiembrie 1984, Cluj-Napoca, România) a fost o scriitoare, poetă și o traducătoare română.

## Biografie
Eta Boeriu s-a născut la 25 februarie 1923, la Turda. A fost fiica lui Ion Caranica, profesor de muzică, dirijor și compozitor, și a Sevei (n. Capidan). A fost nepoata pictorului Pericle Capidan și a etnografului Theodor Capidan, precum și sora poetului Nicu Caranica.
A urmat Liceul la Cluj (1933-1940) și Sibiu (1940-1941). Licențiată a Facultății de Litere și Filosofie din Cluj-Sibiu (1941-1945). 
A participat la ședințele Cercului Literar de la Sibiu. Pentru că a fost membră a acestui cerc literar, a fost marginalizată și obligată să facă munci neconforme cu nivelul ei intelectual.  Viața ei personală a fost tragică și pentru că a fost silită să divorțeze de soțul ei, Umberto Cianciolo, fost profesor de italiană la Universitatea din Cluj. În 1957 debutează cu traducerea integrală a „Decameronului” lui Giovanni Boccaccio iar în anul 1963 debutează cu poezie în Tribuna.
A fost profesoară la Conservatorul „Gh. Dima” din Cluj. 

## Opera

### Poezii
- Ce vânăt crâng, 1971
- Dezordine de umbre, 1973
- Risipă de iubire, 1976
- Miere de întuneric, 1980
- La capătul meu de înserare, postume, 1985
- Din pragul frigului statornic, antologie poetică, 1999

### Traduceri
- Giovanni Boccaccio, Decameronul, 1957
- Cesare Pavese, Tovarășul, 1960
- Giovanni Verga, Mastro don Gesualdo, 1964
- Alberto Moravia, Indiferenții, 1965
- Dante Alighieri, Divina Comedie, 1965
- Baldassare Castiglione, Curteanul, 1967
- Elio Vittorini, Erica și frații săi, 1970
- Francesco Petrarca, Rime, 1970
- Francesco Petrarca, Canțonierul lui messer Francesco Petrarca, 1974
- Michelangelo Buonarroti, Rime, 1975
- Comedia Renașterii italiene. Teatru, antologie, prefață și note de Eta Boeriu, 1979
- Antologia poeziei italiene. Secolele XIII-XIX, 1980
- Giacomo Leopardi, Canti – Cînturi, 1981
- Trinacria: Poeți sicilieni contemporani, 1984

## Premii și distincții
- Premiul Uniunii Scriitorilor din România, 1966, 1974, 1980.[6]
- Medalia de aur a orașului Florența și a Uniunii Florentine pentru traducerea lui Dante, 1970
- Medalia Fundației Cini, Monselice, 1974
- Premiul "Floarea Laurei" al Centrului Internațional de Studii asupra lui Petrarca, Fontaine-de-Vaucluse, Franța 1978
- Titlul de Cavaliere Ufficiale dell’Ordine Al Merito della Repubblica Italiana, pentru întreaga sa carieră, 1979
- Premiul Întîlnirii dintre Popoarele Mediteraneene, Mazara del Vallo, Sicilia, 1984
- I s-a decernat, post mortem, titlul de Cetățean de Onoare al municipiului Turda, o dată cu decernarea aceluiași titlu, post mortem, tatălui său. [7]